# Eriopus perlimbatus
Eriopus perlimbatus är en bladmossart som beskrevs av Hugh Neville Dixon 1934. Eriopus perlimbatus ingår i släktet Eriopus och familjen Hookeriaceae. Inga underarter finns listade i Catalogue of Life.